# 関長輝
関 長輝（せき ながてる）は、備中国新見藩6代藩主。新見藩関家7代。

## 略歴
安永6年（1777年）6月17日、第5代藩主・関長誠の長男として生まれる。寛政2年4月1日、第11代将軍・徳川家斉に拝謁する。寛政7年（1795年）11月24日、父・長誠の隠居により家督を継いだ。同年12月17日、従五位下備前守に叙任する。父と違って有能ではなく、また領民に対して御用銀を課すなどの一面を見せた。
文政2年（1819年）11月21日に家督を次男・成煥に譲って隠居する。文政9年（1826年）9月20日に死去した。享年50。

## 系譜
- 父：関長誠（1745?-1810）
- 母：不詳
- 正室：千恵 - 森忠賛の娘
- 生母不明の子女
  - 次男：関成煥（1798-1855）
  - 三男：関長吉